# Безел (Немачки)
Безел (њем. Bösel) општина је у њемачкој савезној држави Доња Саксонија. Једно је од 13 општинских средишта округа Клопенбург. Према процјени из 2010. у општини је живјело 7.519 становника. Посједује регионалну шифру (AGS) 3453002.

## Географски и демографски подаци
Безел се налази у савезној држави Доња Саксонија у округу Клопенбург. Општина се налази на надморској висини од 13 метара. Површина општине износи 100,1 km². У самом мјесту је, према процјени из 2010. године, живјело 7.519 становника. Просјечна густина становништва износи 75 становника/km².